# Torneio Internacional de Durban de 2017
O Torneio Internacional de Durban de 2017 (também denominado Durban Under 19 International Football Tournament) será a quarta edição deste evento esportivo, um torneio internacional de futebol masculino Sub-19, que ocorre em Durban, África do Sul. A competição ocorreu de 27 de julho a 5 de agosto de 2017.

## Regulamento
O torneio é disputado através do sistema de Grupos e Eliminatórias. Na primeira fase, as oito equipes são divididas em dois grupos de quatro, aonde disputam os jogos dentro de seu grupo, e são classificadas de acordo com o sistema de pontos corridos.
Para a segunda fase se classificam os dois primeiros colocados de cada grupo, respeitando-se os critérios de desempate da competição. Nesta fase os clubes se enfrentam em jogo único, o primeiro colocado do Grupo A enfrenta o segundo do Grupo B e o primeiro do Grupo B o segundo do Grupo A, classificando-se os vencedores de cada disputa à final da competição, que também ocorre em jogo único. Os perdedores dos confrontos semifinais, decidem a terceira colocação também em jogo único.

### Critérios de desempate
Em caso de empate por pontos entre dois clubes, os critérios de desempate serão aplicados na seguinte ordem:
1. Número de vitórias;
2. Saldo de gols;
3. Gols pró;
4. Gols contra;
5. Número de cartões vermelhos;
6. Número de cartões amarelos;
7. Sorteio.

## Equipes participantes
| - África do Sul - ASEC Mimosas - Benfica - Flamengo | - KZN Academy - Deportivo La Coruña - Maritzburg - Midtjylland |

## Resultados

### Grupo A
| Pos. | Seleção     | Pts | J | V | E | D | GP | GC | SG |
| ---- | ----------- | --- | - | - | - | - | -- | -- | -- |
| 1    | Benfica     | 0   | 0 | 0 | 0 | 0 | 0  | 0  | 0  |
| 2    | Flamengo    | 0   | 0 | 0 | 0 | 0 | 0  | 0  | 0  |
| 3    | KZN Academy | 0   | 0 | 0 | 0 | 0 | 0  | 0  | 0  |
| 4    | Maritzburg  | 0   | 0 | 0 | 0 | 0 | 0  | 0  | 0  |

### Grupo B
| Pos. | Seleção             | Pts | J | V | E | D | GP | GC | SG |
| ---- | ------------------- | --- | - | - | - | - | -- | -- | -- |
| 1    | África do Sul       | 0   | 0 | 0 | 0 | 0 | 0  | 0  | 0  |
| 2    | ASEC Mimosas        | 0   | 0 | 0 | 0 | 0 | 0  | 0  | 0  |
| 3    | Deportivo La Coruña | 0   | 0 | 0 | 0 | 0 | 0  | 0  | 0  |
| 4    | Midtjylland         | 0   | 0 | 0 | 0 | 0 | 0  | 0  | 0  |

## Fase final
|  | Semifinais       | Semifinais           |  |                      | Final                | Final |  |
|  |                  |                      |  |                      |                      |       |  |
|  |                  |                      |  |                      |                      |       |  |
|  | Primeiro Grupo A |                      |  |                      |                      |       |  |
|  | Segundo Grupo B  |                      |  |                      |                      |       |  |
|  |                  |                      |  |                      |                      |       |  |
|  |                  |                      |  |                      |                      |       |  |
|  |                  |                      |  |                      | Vencedor Semifinal 1 |       |  |
|  |                  | Vencedor Semifinal 2 |  |                      |                      |       |  |
|  |                  |                      |  |                      |                      |       |  |
|  |                  |                      |  |                      |                      |       |  |
|  |                  |                      |  |                      | Terceiro lugar       |       |  |
|  |                  |                      |  |                      |                      |       |  |
|  | Primeiro Grupo B |                      |  | Perdedor Semifinal 1 |                      |       |  |
|  | Segundo Grupo A  |                      |  |                      | Perdedor Semifinal 2 |       |  |

## Premiações
| Torneio Internacional de Durban de 2017 |
| --------------------------------------- |
| Campeão (?º título)                     |